# Ceratoppia incisa
Ceratoppia incisa är en kvalsterart som beskrevs av Kaneko och Aoki 1982. Ceratoppia incisa ingår i släktet Ceratoppia och familjen Ceratoppiidae. Inga underarter finns listade i Catalogue of Life.